# USS Gato (SS-212)
USS Gato (SS-212) foi um submarino da Marinha dos Estados Unidos, nomeado como gato que é o nome vulgar de um pequeno tubarão, que tem o seu habitat ao longo da costa oeste do México. O navio é o líder da classe Gato de submarinos.

## História
Lançado ao mar em 21 de agosto de 1941 entrou em serviço em dezembro do mesmo ano, sendo enviado a base naval de Pearl Harbor. Tripulado por 6 oficiais e 54 marinheiros o navio de propulsão diesel-elétrica tinha 95 metros de comprimento, 8,3 de boca e um calado de 5,2 metros.
Este submarino atuou principalmente durante e a Guerra do Pacífico na  Segunda Guerra Mundial.

## Honrarias e condecorações
|                                                                     |                                              |                                        |
| Silver star · Silver star · Bronze star · Bronze star · Bronze star |                                              |                                        |
| Citação Presidencial de Unidade                                     |                                              |                                        |
| Asiatic-Pacific Campaign Medal com 13 estrelas de batalha           | Medalha de Vitória da Segunda Guerra Mundial | Navy Occupation Medal com fecho "ASIA" |